# Petar Mrkonjić
 Ovo je glavno značenje pojma Petar Mrkonjić. Za druga značenja pogledajte Petar Mrkonjić (razdvojba).
Petar Mrkonjić (Imotska krajina, 17. stoljeće), hrvatski ratnik i hajdučki harambaša. 
Djelovao je u vrijeme Kandijskog rata. U dokumentima se spominje kao Petar Imoćanin. Suvremenik je Mijata Tomića. Junak je velikog broja narodnih pjesama, što je već Kačić (Razgovor ugodni) u pol. 18. st. uočio. Njegov stvarni život slabo je poznat. 